# Parque científico y tecnológico Cartuja

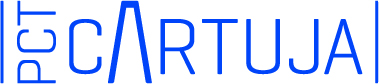
Logo del parque

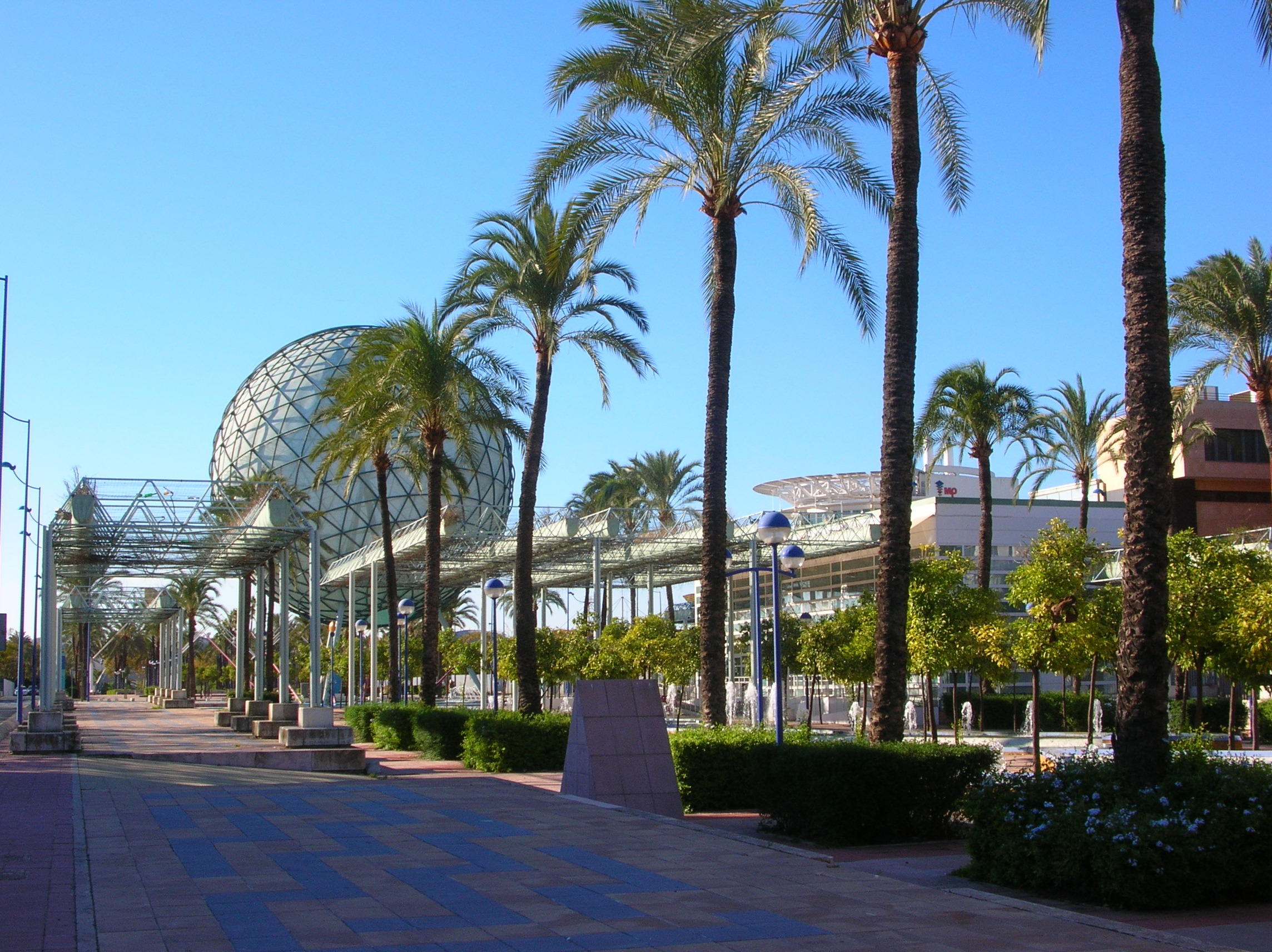
Esfera Bioclimática de la Expo'92.

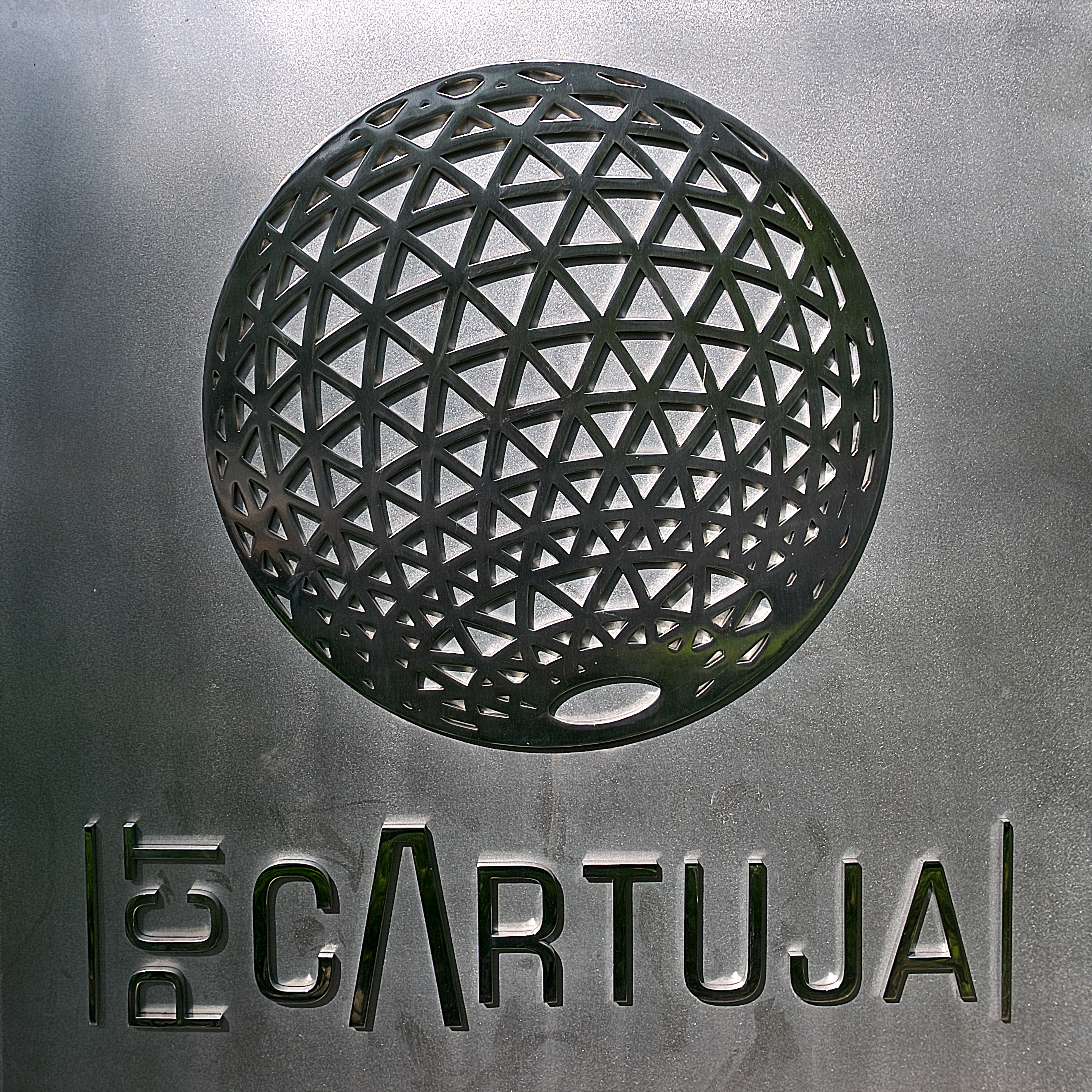
Logotipo

Sevilla TechPark (antiguamente PCT Cartuja) está gestionado por la sociedad Cartuja 93 S. A.. Se encuentra la Isla de la Cartuja, cerca del Monasterio de la Cartuja de Sevilla. Fue inaugurado en octubre de 1993 para rentabilizar los activos de la Exposición Universal de 1992.
En 2024 fue el parque científico y tecnológico que más facturó de toda España con una facturación de 5.513 millones de euros, un incremento anual del 13,7%, aglutina a 575 empresas y a 31.667 trabajadores.
Según los últimos datos hechos públicos por la Asociación de Parques Científicos y Tecnológicos de España (APTE), el conjunto de los 53 enclaves del país –miembros de APTE– facturaron en 2024 un total de 31.576 millones de euros, por lo que Sevilla TechPark representa el 17,45% del total. En cuanto al dato de empleo, el recinto sevillano aporta el 18,79% del total nacional, que asciende a 168.462 trabajadores. Atendiendo a esos datos, el parque sevillano se consolida como líder nacional en facturación y empleo generado. 

## Historia
La Exposición de 1992 contaba con un consejo de dirección integrado por Virgilio Zapatero, que era ministro de Relaciones con las Cortes, Jacinto Pellón, que era director de la Sociedad Estatal para la Exposición Universal de 1992, y con un comisario general, Emilio Casinello.
El 31 de julio de 1991 el gobierno anuncia que promoverá un centro tecnológico en el recinto de la Exposición, proyecto al que ya se habían sumado 19 empresas entre españolas y extranjeras. El 24 de octubre de 1991 se constituye la sociedad gestora Cartuja 93 con el apoyo del gobierno de España, manifestado por Virgilio Zapatero, ministro de Relaciones con las Cortes. El 24 de abril de 1991 el ministro de Educación Javier Solana defiende que se sitúe en el centro tecnológico un acelerador de partículas y del Centro de Prospectiva Tecnológica de la Comunidad Europea. El parque fue inaugurado en unas jornadas llamadas Innovar la innovación: Tecnópolis en el futuro, celebradas del 13 al 15 de octubre de 1993.

## Características
El año 2009 facturó 2.194 millones de euros y dio empleo directo a 14.380 trabajadores. Es socio de la Asociación de Parques Científicos y Tecnológicos de España.
En el año 2012 la Cámara de Cuentas de Andalucía calificó a los parques andaluces según tres grados de madurez: De madurez alta son TecnoBahía (Cádiz), PTA (Málaga), PTS (Granada), y PCT Cartuja y Aerópolis (Sevilla); de madurez media se consideran PCTAJ (Cádiz), PCTH (Huelva) y Geolit (Jaén) y de madurez baja PITA (Almería) y Rabanales21 (Córdoba). El parque sevillano PCT Dehesa del Valme quedó fuera del informe.
En el año 2010 se creó un centro para empresas tecnológicas que llevasen poco tiempo de existencia: la Tecnoincubadora Marie Curie.
La Asociación de Parques Científicos y Tecnológicos de España estimó que estos habían facturado en 2022 un total de 25.148 millones de euros, aportando el PCT Cartuja un 19% de esta facturación.
En 2023 en el parque en el área de tecnologías avanzadas se facturaron 2.856 millones de euros, en servicios avanzados 1.295 millones de euros y en servicios generales 629 millones de euros.
Dentro de las tecnologías avanzadas, los sectores que más facturaron fueron los siguientes, por este orden:
- Telecomunicaciones e informática
- Energía y medio ambiente
- Ingeniería
- Industria/máquina herramienta
- Electrónica
- Agroalimentación y biotecnología
- Aeronáutico
- Tecnologías sanitarias

Los sectores de servicios avanzados que más facturaron fueron los siguientes, en el siguiente orden:
- Representación, distribución y comercialización de productos
- Servicios avanzados para la innovación
- Gestión comercial de márquetin

Los sectores de servicios generales que más facturaron fueron los siguientes, en el siguiente orden:
- Servicios sanitarios
- Servicios y administraciones públicas

### Entidades Instaladas

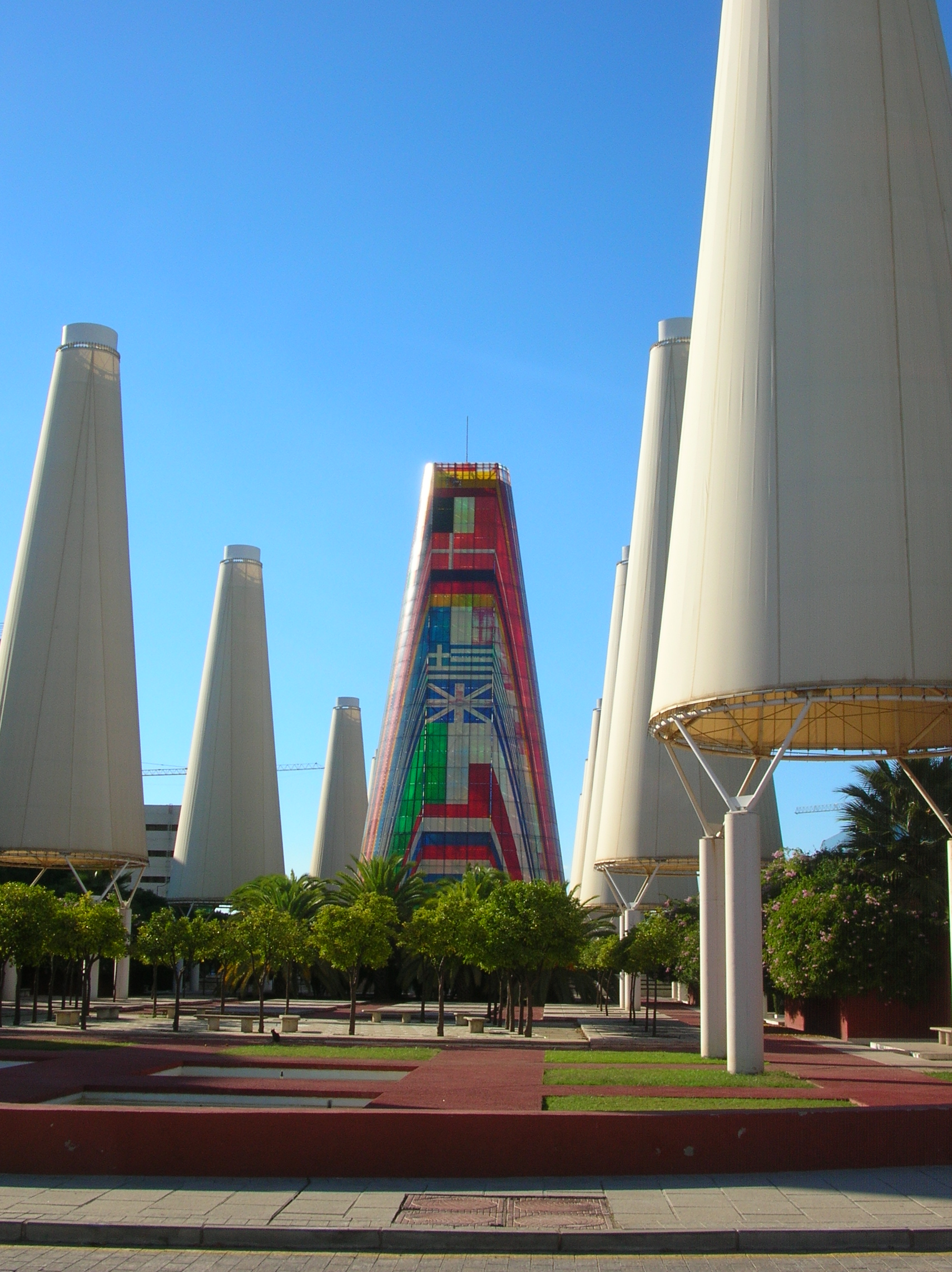
Antiguo pabellón de Europa, edificio rehabilitado en 2012 para albergar la sede del PCT.

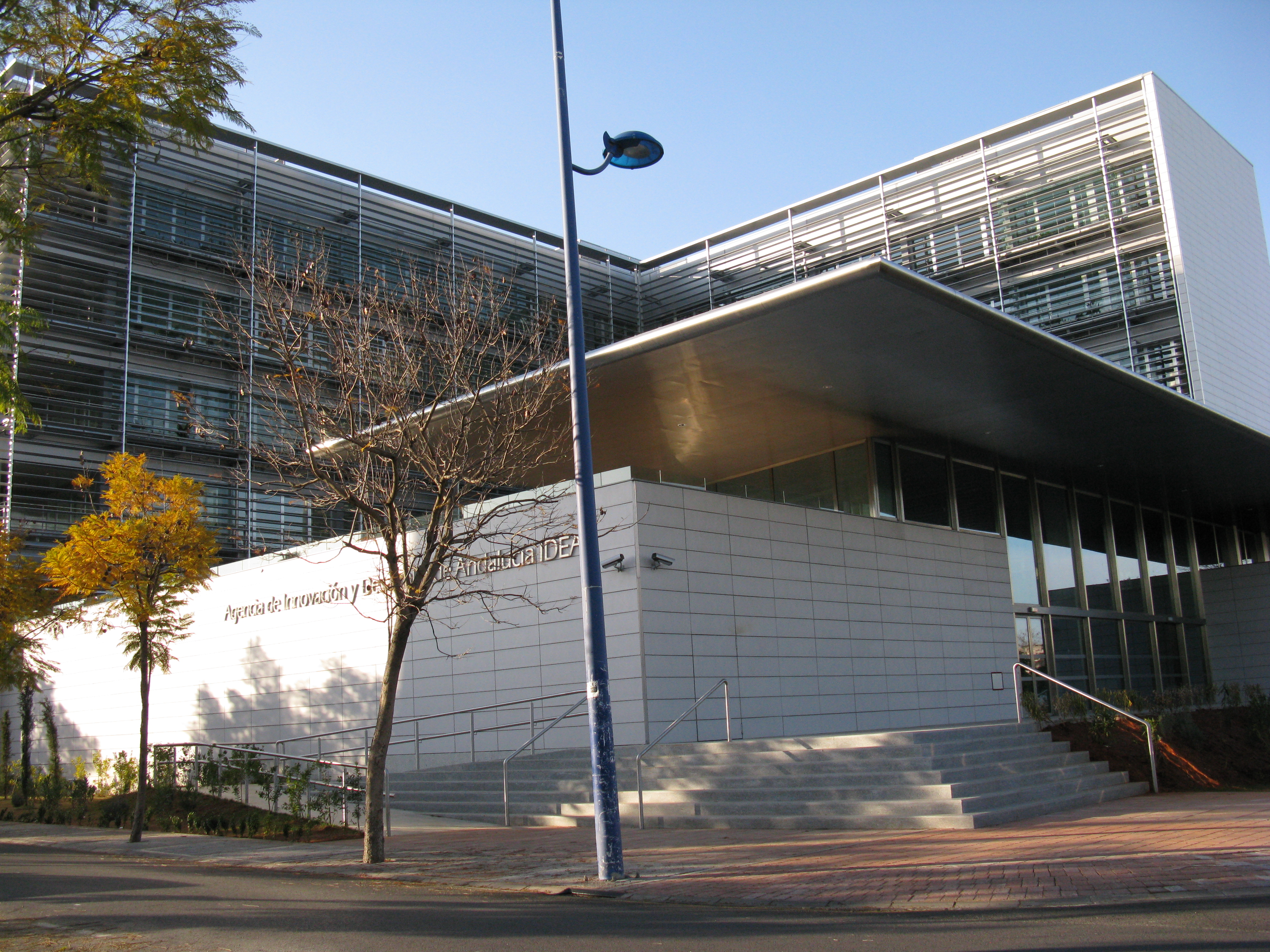
Edificio de la Agencia de Innovación y Desarrollo de Andalucía (IDEA), de reciente construcción.

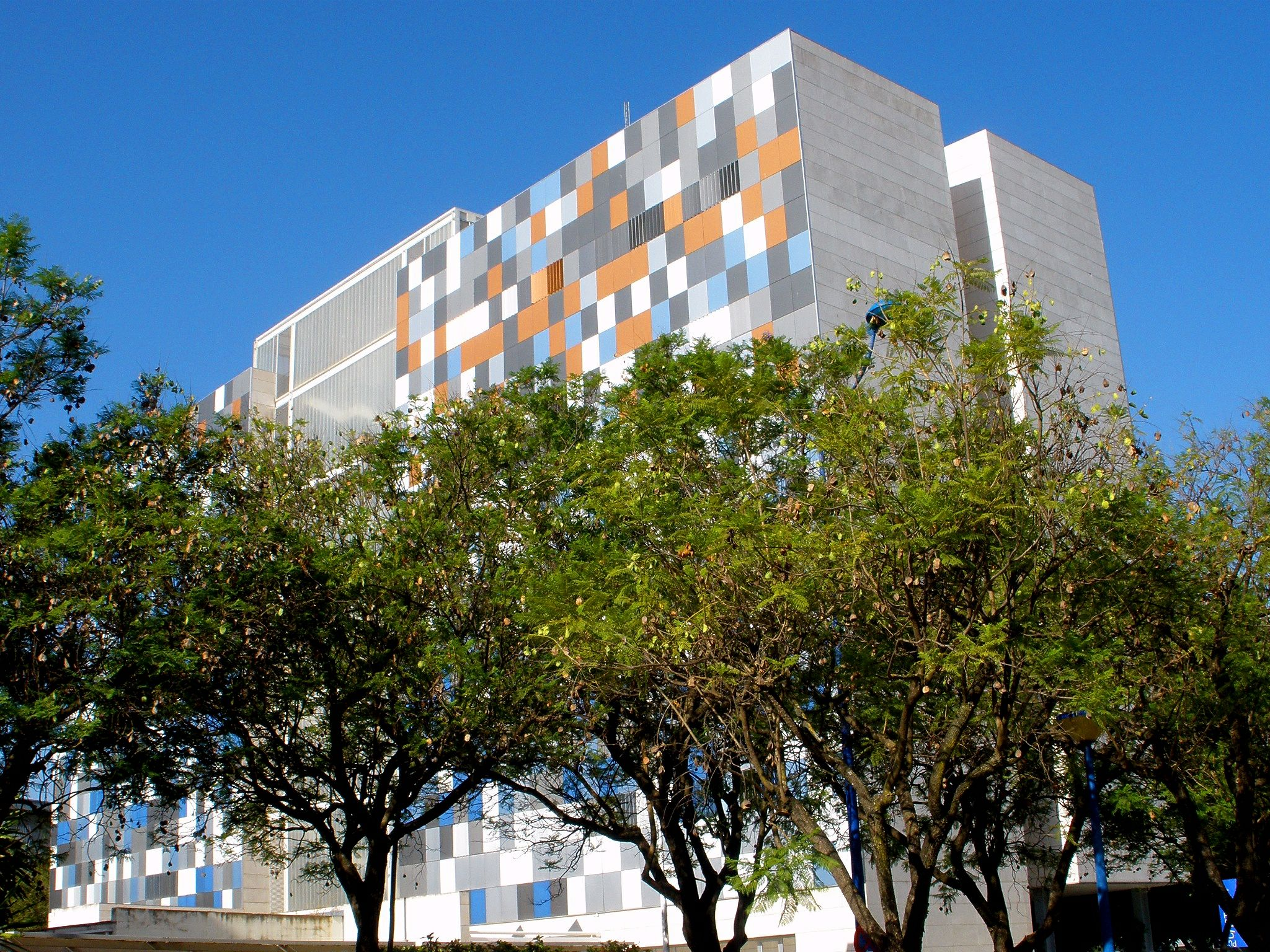
La Tecnoincubadora Marie Curie.

En 2023 albergaba 567 empresas o entidades equivalentes, aportando casi un 10% del PIB de la provincia de Sevilla.

### Centros de investigación y fundaciones gestoras de la investigación

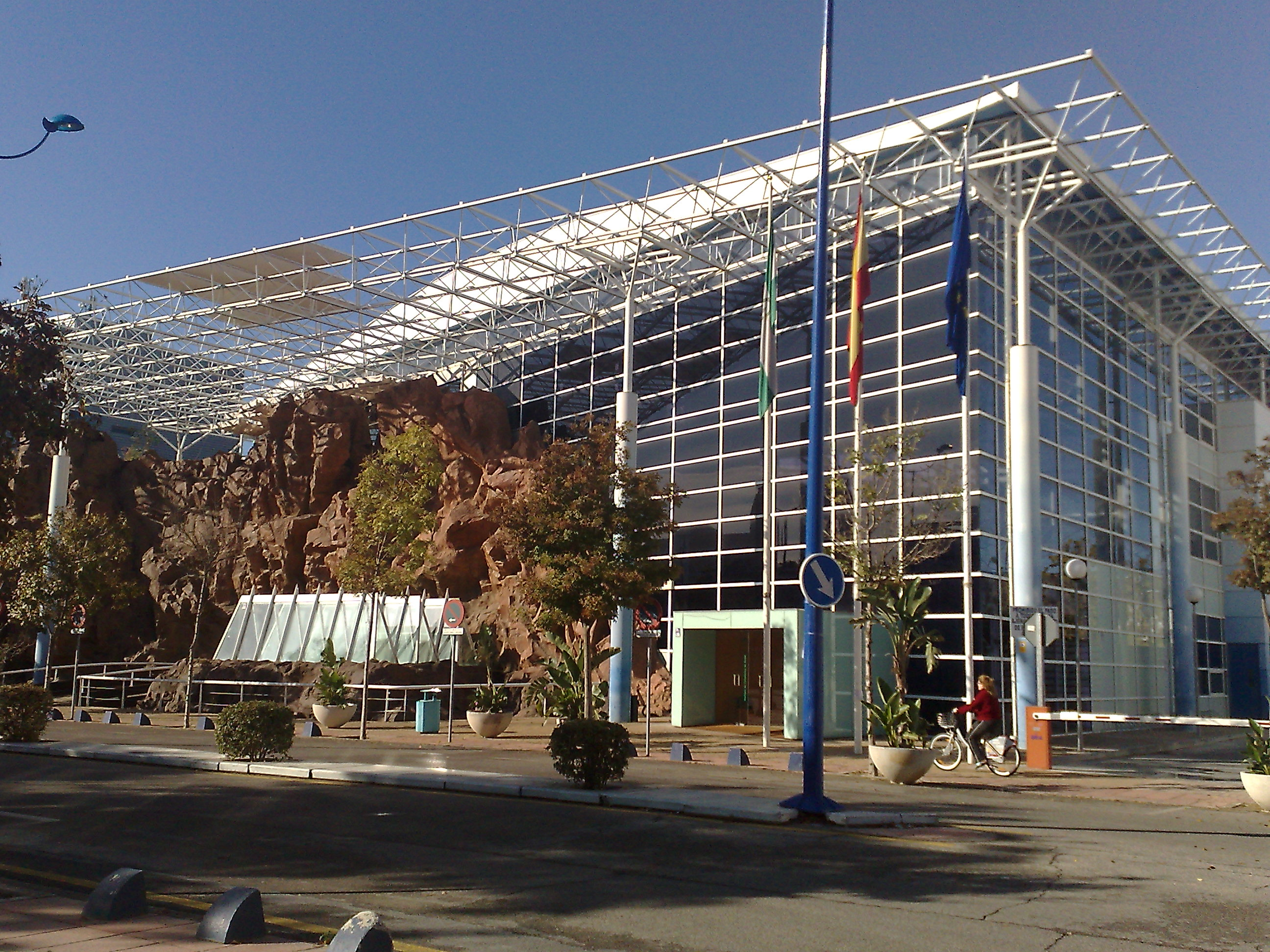
Instituto de Estadística de Andalucía (IEA), en el antiguo Pabellón de Nueva Zelanda.

En Cartuja 93 se dan cita sesenta y siete grupos de investigación, repartidos entre los diferentes centros que alberga, entre los que se encuentran:
- Centro de Investigaciones Científicas Isla de la Cartuja.[11]
- Estación Biológica de Doñana.[12]
- Centro Andaluz de Biología Molecular y Medicina Regenerativa.[13]
- Centro Nacional de Aceleradores.[14]
- Instituto de Prospectiva Tecnológica de la UE.[15]
- Centro de Tecnologías del Agua.[16]
- Fundación Progreso y Salud.[17]
- Instituto de Microelectrónica de Sevilla.[18]
- Instituto de Investigación y Formación Agraria y Pesquera (IFAPA).[19]
- Tecnoincubadora Marie Curie: Centro para el desarrollo de empresas relacionadas con la tecnología. Fue inaugurada en 2010.[20][21]

### Centros de enseñanza

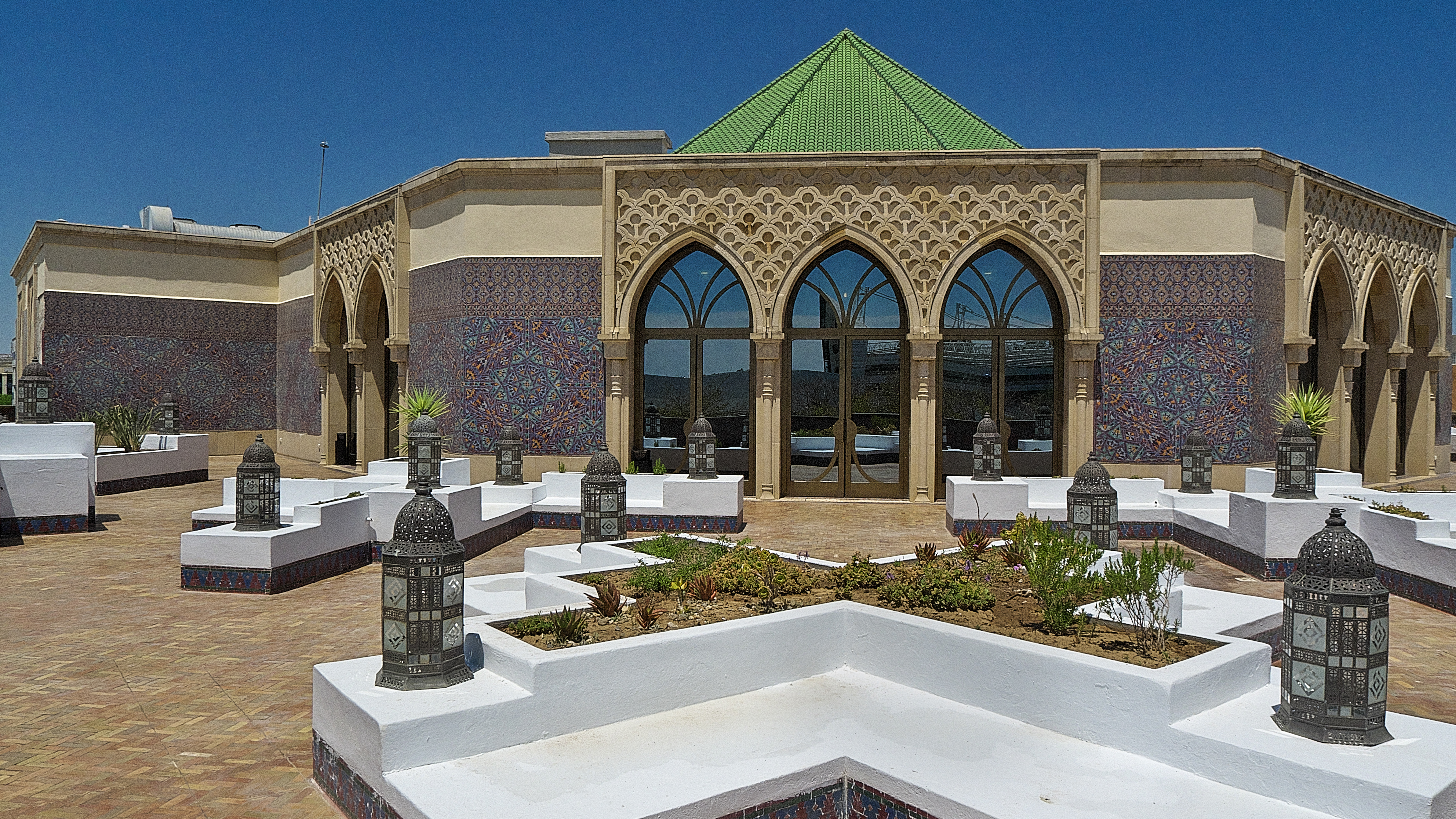
Antiguo pabellón de Marruecos, utilizado actualmente como sede de la "Fundación Tres Culturas".

En el Parque se encuentran los siguientes centros:
- CEADE.[22]
- CESUR Formación.[23]
- Escuela de Organización Industrial, sede de Andalucía.[24]
- Escuela Técnica Superior de Ingeniería de la Universidad de Sevilla.[25] (Ingenierías Industriales, Química, Aeronáutica y Telecomunicaciones)
- ESIC University Sevilla
- Facultad de Comunicación de la Universidad de Sevilla
- Universidad Internacional de Andalucía
- Universidad Abierta de Cataluña

### Otros
- Confederación de Empresarios de Andalucía CEA[26]